# Ferdinand Gotthold Max Eisenstein
Ferdinand Gotthold Max Eisenstein (ur. 16 kwietnia 1823 w Berlinie, w Prusach; zm. 11 października 1852) – niemiecki matematyk, który wniósł znaczący wkład w teorię liczb i analizę matematyczną. Urodził się w rodzinie żydowskiej, która przeszła na protestantyzm przed jego narodzinami. Eisenstein wykazywał wyjątkowy talent matematyczny od wczesnego dzieciństwa.

## Życiorys

### Dzieciństwo i lata szkolne
Pomimo problemów zdrowotnych, w tym zapalenia opon mózgowych, Eisenstein osiągał znakomite wyniki w nauce. W wieku 14 lat uczęszczał do gimnazjum Friedrich-Werder. W wieku 15 lat opanował cały program matematyczny szkoły średniej. Nauczyciele dostrzegli jego zdolności matematyczne — jeden z nich powiedział:
„Jego wiedza z matematyki daleko wykracza poza zakres programu szkoły średniej. Jego talent i zapał pozwalają przypuszczać, że pewnego dnia wniesie ważny wkład w rozwój i rozszerzenie nauki.”
Następnie sięgnął po prace Leonharda Eulera i Josepha Louisa Lagrange’a, by zgłębić rachunek różniczkowy.
Jeszcze jako uczeń zaczął uczęszczać na wykłady Petera Gustava Lejeune Dirichleta i innych profesorów Uniwersytetu Berlińskiego. W 1843 roku, podczas pobytu w Dublinie, poznał Williama Rowana Hamiltona, który zapoznał go z dowodem Nielsa Henrika Abla na niemożliwość rozwiązania równań piątego stopnia. To doświadczenie rozbudziło jego zainteresowanie badaniami matematycznymi.

### Wkład w matematykę (1843–1852)
Po powrocie do Berlina w 1843 roku Eisenstein zdał egzaminy końcowe i rozpoczął studia na uniwersytecie. W ciągu roku przedstawił swoją pierwszą pracę dotyczącą form sześciennych dwóch zmiennych. Zyskał również mecenat Aleksandra von Humboldta, który zapewnił mu wsparcie finansowe.
W tym okresie Eisenstein opublikował liczne artykuły w Crelle’s Journal, w tym dwa dowody prawa wzajemności czwórkowej oraz analogiczne prawa wzajemności sześciennej i czwórkowej. Odwiedził też Carla Friedricha Gaussa w Getyndze i otrzymał honorowy doktorat z Uniwersytetu Wrocławskiego. W 1847 roku uzyskał habilitację na Uniwersytecie Berlińskim i rozpoczął tam pracę dydaktyczną.
Pomimo zaangażowania w działalność rewolucyjną w Berlinie, która doprowadziła do jego krótkotrwałego uwięzienia w 1848 roku, Eisenstein kontynuował badania naukowe. Wniósł istotny wkład w teorię podziałów liczb pierwszych na kwadraty oraz prawa wzajemności. Jego osiągnięcia zostały docenione wyborem do Akademii Nauk w Getyndze (1851) i w Berlinie (1852).

### Śmierć
Stan zdrowia Eisensteina pogarszał się, aż w końcu zmarł na gruźlicę w wieku 29 lat. Alexander von Humboldt, jego wierny opiekun, odprowadził jego ciało na cmentarz.

## Publikacje
- Eisenstein, Gotthold (1847), Mathematische Abhandlungen. Besonders aus dem Gebiete der höheren Arithmetik und der elliptischen Funktionen, Reimer, Berlin, (niem.)

- Eisenstein, Gotthold (1975), Mathematische Werke, Nowy Jork: AMS Chelsea Publishing, ISBN 978-0-8284-1280-3, MR 0427029 — recenzja Weila

## Terminy nazwane jego nazwiskiem
- Kryterium Eisensteina
- Ideał Eisensteina(inne języki)
- Liczba całkowita Eisensteina
- Liczba pierwsza Eisensteina
- Prawo wzajemności Eisensteina(inne języki)
- Suma Eisensteina(inne języki)
- Szereg Eisensteina(inne języki)
- Twierdzenie Eisensteina(inne języki)
- Trójka Eisensteina(inne języki)
- Liczba Eisensteina-Kroneckera(inne języki)

- Rzeczywisty analityczny szereg Eisensteina(inne języki)